# Les Corts (cartier)
Les Corts este un cartier din districtul 4, Les Corts, al orașului Barcelona.